# 22911 Johnpardon
22911 Johnpardon este un asteroid din centura principală de asteroizi.

## Descriere
22911 Johnpardon este un asteroid din centura principală de asteroizi. A fost descoperit pe 4 octombrie 1999 la Socorro, New Mexico, în cadrul proiectului LINEAR. Asteroidul prezintă o orbită caracterizată de o semiaxă mare de 2,21 ua, o excentricitate de 0,09 și o înclinație de 1,9° în raport cu ecliptica.